# Paardensport op de Olympische Zomerspelen 1988
Paardensport is een van de sporten die beoefend werden tijdens de Olympische Zomerspelen 1988 in Seoel. Er werden in Seoel 6 onderdelen afgewerkt in 3 categorieën met telkens een individueel onderdeel en een onderdeel voor landenteams: de military, de dressuur en het springconcours.
Zowel Nederland als België behaalden op deze Spelen geen medailles bij de paardensport.

## dressuur

### individueel
| rang   | sporter                 | paard            | land | score |
| ------ | ----------------------- | ---------------- | ---- | ----- |
| Goud   | Nicole Uphoff           | Rembrandt        | FRG  | 1521  |
| Zilver | Margit Otto-Crépin      | Corlandus        | FRA  | 1462  |
| Brons  | Christine Stückelberger | Gauguin de Lully | SUI  | 1417  |
| 4      | Cynthia Ishoy           | Dynasty          | CAN  | 1401  |
| 5      | Kyra Kyrklund           | Matador          | FIN  | 1393  |
| 6      | Monica Theodorescu      | Ganimedes        | FRG  | 1385  |
| 7      | Otto Hofer              | Andiamo          | SUI  | 1383  |
| 8      | Ann-Kathrin Linsenhoff  | Courage          | FRG  | 1374  |

### team
| rang   | sporter                                                                | paard                                      | land | score               | totaal |
| ------ | ---------------------------------------------------------------------- | ------------------------------------------ | ---- | ------------------- | ------ |
| Goud   | Nicole Uphoff Monica Theodorescu Ann-Kathrin Linsenhoff Reiner Klimke  | Rembrandt Ganimedes Courage Ahlerich       | FRG  | 1458 1433 1411 1402 | 4302   |
| Zilver | Christine Stückelberger Otto Hofer Daniel Ramseier Samuel Schatzmann   | Gauguin de Lully Andiamo Random Rochus     | SUI  | 1430 1392 1342 1225 | 4164   |
| Brons  | Cynthia Ishoy Ashley Nicoll Gina Smith Eva Maria Pracht                | Dynasty Reipo Malte Emirage                | CAN  | 1363 1308 1298 1255 | 3969   |
| 4      | Nina Menkova Olga Klimko Joeri Kovsjov Anatoli Tankov                  | Dixon Buket Barin Isharsk                  | URS  | 1395 1272 1259 1294 | 3926   |
| 5      | Ellen Bontje Annemarie Sanders-Keyzer Tineke Bartels Anky van Grunsven | Petit Prince Amon Olympic Prisco           | NED  | 1312 1303 1288 1239 | 3903   |
| 6      | Kyra Kyrklund Tuulikki Sohlberg Jennifer Eriksson Maarit Raiskio       | Matador Pakistan My Way Nor                | FIN  | 1416 1242 1225 1161 | 3883   |
| 6      | Robert Dover Anne Jessica Ransehousen Belinda Baudin Lendon Gray       | Federleicht Orpheus Christopher Later On   | USA  | 1327 1308 1248 1212 | 3883   |
| 8      | Margit Otto-Crépin Dominique d'Esme Philippe Limousin                  | Corlandus Hopal Fleury Hn Iris de la Fosse | FRA  | 1455 1219 1158      | 3832   |

## eventing

### individueel
| rang   | sporter          | paard            | land | score  |
| ------ | ---------------- | ---------------- | ---- | ------ |
| Goud   | Mark Todd        | Charisma         | NZL  | -42.60 |
| Zilver | Ian Stark        | Sir Wattie       | GBR  | -52.80 |
| Brons  | Virginia Leng    | Master Craftsman | GBR  | -62.00 |
| 4      | Claus Erhorn     | Justyn Thyme     | FRG  | -62.35 |
| 5      | Tinks Pottinger  | Volunteer        | NZL  | -65.80 |
| 6      | Matthias Baumann | Shamrock         | FRG  | -68.80 |
| 7      | Jean Teulère     | Mohican V        | FRA  | -69.00 |
| 8      | Andrew Hoy       | Kiwi             | AUS  | -89.00 |

### team
| rang   | sporter                                                              | paard                                               | land | score                           | totaal  |
| ------ | -------------------------------------------------------------------- | --------------------------------------------------- | ---- | ------------------------------- | ------- |
| Goud   | Claus Erhorn Matthias Baumann Thies Kaspareit Ralf Ehrenbrink        | Justyn Thyme Shamrock Sherry Uncle Todd             | FRG  | -62.35 -68.80 -94.80 DQ         | -225.95 |
| Zilver | Ian Stark Virginia Leng Karen Straker Mark Phillips                  | Sir Wattie Master Craftsman Get Smart Cartier       | GBR  | -52.80 -62.00 -142.00 DNF       | -256.80 |
| Brons  | Mark Todd Tinks Pottinger Andrew Bennie Margaret Knighton            | Charisma Volunteer Grayshott Enterprise             | NZL  | -42.60 -65.80 -162.80 DQ        | -271.20 |
| 4      | Bogusław Jarecki Krzystof Rogowski Jerzy Rafalak Eugeniusz Koczorski | Niewiaża Alkierz Dźwinograd Idrys                   | POL  | -111.40 -114.80 -163.40 -277.30 | -389.60 |
| 5      | Andrew Hoy Scott Keach David Green Barry Roycroft                    | Kiwi Trade Commissioner Shannagh Last Tango         | AUS  | -89.00 -176.60 -192.00 -195.80  | -457.60 |
| 6      | Jean Teulère Vincent Berthet Pascal Morvillers Marie Christine Duroy | Mohican V Jet Crub Frangin III Harley               | FRA  | -69.00 -202.20 -227.60 -233.80  | -498.80 |
| 7      | Choi Myung-jin Park Dong-joo Park So-woon Kim Hyung-chil             | Snuffler Aqaba Legend A Moisson d'Avril Casson Road | KOR  | -130.55 -227.00 -382.60 DNF     | -740.15 |

## springconcours

### individueel
| rang   | sporter          | paard              | land | score |
| ------ | ---------------- | ------------------ | ---- | ----- |
| Goud   | Pierre Durand    | Jappeloup          | FRA  | 1.25  |
| Zilver | Greg Best        | Gem Twist          | USA  | 4.00  |
| Brons  | Karsten Huck     | Nepomuk            | FRG  | 4.00  |
| 4      | David Broome     | Countryman         | GBR  | 8.00  |
| 4      | Anne Kursinski   | Starman            | USA  | 8.00  |
| 6      | Jaime Azcarraga  | Chin Chin          | MEX  | 8.25  |
| 7      | Joe Fargis       | Mill Pearl         | USA  | 12.00 |
| 7      | Marcus Fuchs     | Shandor II         | SUI  | 12.00 |
| 7      | Thomas Fuchs     | Diners Dollar Girl | SUI  | 12.00 |
| 7      | Jos Lansink      | Felix              | NED  | 12.00 |
| 7      | Nick Skelton     | Apollo             | GBR  | 12.00 |
| 7      | Franke Sloothaak | Walzerkönig        | FRG  | 12.00 |
| 7      | Jan Tops         | Doreen             | NED  | 12.00 |

### team
| rang   | sporter                                                                                    | paard                                            | land | score                   | totaal |
| ------ | ------------------------------------------------------------------------------------------ | ------------------------------------------------ | ---- | ----------------------- | ------ |
| Goud   | Ludger Beerbaum Wolfgang Brinkmann Dirk Hafemeister Franke Sloothaak                       | The Freak Pedro Orchidee Walzerkönig             | FRG  | 4.25 10.00 12.00 DNF    | 17.25  |
| Zilver | Joe Fargis Greg Best Lisa Jacquin Anne Kursinski                                           | Mill Pearl Gem Twist For the Moment Starman      | USA  | 4.25 8.00 8.25 16.00    | 20.50  |
| Brons  | Pierre Durand Michel Robert Frédéric Cottier Hubert Bourdy                                 | Jappeloup La Fayette Flambeau C Morgat           | FRA  | 5.00 10.00 16.00 16.50  | 27.50  |
| 4      | Ian Millar Mario Deslauriers Lisa Carlsen Laura Tidball-Balisky                            | Big Ben Box Car Willie Kahlua Lavendel           | CAN  | 8.00 12.00 16.00 22.75  | 28.75  |
| 5      | Wout-Jan van der Schans Rob Ehrens Jan Tops Jos Lansink                                    | Treffer Sunrise Doreen Felix                     | NED  | 8.25 12.00 16.00 20.00  | 32.25  |
| 6      | Nick Skelton David Broome Malcolm Pyrah Joseph Turi                                        | Apollo Countryman Anglezarke Vital               | GBR  | 12.00 16.00 20.00       | 40.00  |
| 7      | Marcus Fuchs Thomas Fuchs Philippe Guerdat Walter Gabathuler                               | Shandor II Diners Dollar Girl Lanciano II Jogger | SUI  | 12.00 12.25 20.00 36.25 | 44.25  |
| 8      | Christina Johannpeter André Johannpeter Vitor Teixeira Paulo Stewart                       | Société Heartbreaker Going Platon                | BRA  | 25.50 27.50 30.50 42.00 | 75.00  |
| 8      | Alfredo Fernández Durán Pedro Sánchez Alemán Juan García Trevijano Luis Alvarez de Cervera | Kaoua Nuit Des Tourell Tirol Mirage Mexicain     | ESP  | 21.00 28.25 32.75 45.00 | 75.00  |

## Medaillespiegel
| rang   | land                     | goud | zilver | brons | totaal |
| ------ | ------------------------ | ---- | ------ | ----- | ------ |
| 1      | Bondsrepubliek Duitsland | 4    | 0      | 1     | 5      |
| 2      | Frankrijk                | 1    | 1      | 1     | 3      |
| 3      | Nieuw-Zeeland            | 1    | 0      | 1     | 2      |
| 4      | Groot-Brittannië         | 0    | 2      | 1     | 3      |
| 5      | Verenigde Staten         | 0    | 2      | 0     | 2      |
| 6      | Zwitserland              | 0    | 1      | 1     | 2      |
| 7      | Canada                   | 0    | 0      | 1     | 1      |
| totaal | totaal                   | 6    | 6      | 6     | 18     |

Parijs 1900 · 
Stockholm 1912 · 
Antwerpen 1920 · 
Parijs 1924 · 
Amsterdam 1928 · 
Los Angeles 1932 · 
Berlijn 1936 · 
Londen 1948 · 
Helsinki 1952 · 
Melbourne 1956 · 
Rome 1960 · 
Tokio 1964 · 
Mexico-stad 1968 · 
München 1972 · 
Montréal 1976 · 
Moskou 1980 · 
Los Angeles 1984 · 
Seoel 1988 · 
Barcelona 1992 · 
Atlanta 1996 · 
Sydney 2000 · 
Athene 2004 · 
Peking 2008 · 
Londen 2012 · 
Rio de Janeiro 2016 · 
Tokio 2020 · 
Parijs 2024 · 
Los Angeles 2028
Medaillewinnaars
Atletiek · Badminton (demonstratie) · Basketbal · Boksen · Boogschieten · Gewichtheffen · Gymnastiek · Handbal · Hockey · Honkbal (demonstratie) · Judo · Kanovaren · Moderne vijfkamp · Paardensport · Roeien · Schermen · Schietsport · Schoonspringen · Synchroonzwemmen · Taekwondo (demonstratie) · Tafeltennis · Tennis · Voetbal · Volleybal · Waterpolo · Wielersport · Worstelen · Zeilen · Zwemmen